# Europeisme
L'Europeisme és un corrent ideològic del segle xx que defensa la unificació política d'Europa. Una persona favorable a la idea d'una unificació Europea es diu europeista o proeuropeu. Els opositors es diuen antieuropeistes o euroescèptics o eurocrítics segons el grau d'apreciació de la Unió Europea o Europa. De vegades es fa servir l'oposició «euròfil» - «euròfob». Els termes poden ser ambigus: el prefix euro-, segons el context pot significar la Unió Europea, el continent europeu o la moneda europea.

## Història
L'europeisme té arrels llunyans. Entre els seus antecessors es compten monarques visionaris com ara Carlemany i Alfons el Savi. Fins a la fi de l'antic règim, quan el llatí era la llengua de la ciència, hi havia de facto una comunitat científica europea amb bescanvis freqüents, sense gaire fronteres.
L'Europeisme com l'entenem avui dia no pren forma fins després de la Primera Guerra Mundial; en foren defensors Alfred Fabre-Luce, Bertrand de Jouvenel, Richard Nikolaus Coudenhove-Kalergi i el polític francès Aristide Briand. Però la mort de Briand el 1932 i l'ascens de què estaven gaudint el feixisme i el nazisme varen fer que s'aparcàs la idea. Així i tot, després de la Segona Guerra Mundial es va reprendre el projecte amb força, en part per la necessitat de reconciliar i reconstruir una Europa dessagnada per lluites intestines. El 1948 es va crear a Brussel·les el Consel Internacional del Moviment Europeu (IME), amb l'expresident francès Léon Blum (1872-1950) com a president d'honor. Una emanació d'aquest moviment va ser la creació un any més tard, del Consell d'Eurpa, compost (el 2014) de 47 estats europeus. A més del projecte econòmic, aquest moviment civil tenia preocupacons més amples: la democràcia, els drets fonamentals i els valors europeus. El 1949, a ml'exili es va crear el Consell Català del Moviment Europeu (CCME). Amb e temps s'hi van afegir altres temesque no es poden resoldre dins d'un context estrictament nacional: la participació ciutadana, la sostenibilitat i els aspectes social de l'economia, el paper d'Europa en el món.
Fites clau són el Congrés de l'Haia (1948 i la declaració de principis que a va seguir (1949); el Consell d'Europa, la Universitat d'Europa, la cooperació científica (EURATOM, CERN, ESA…); la CECA el 1951; els tractats de Roma del 1957 en què es crearen les bases de les Comunitats Europees; el naixement de la Unió Europea l'any 1992 i les seves posteriors ampliacions…

## El punt de vista proeuropeu
Molts proeuropeus opinen que el dit de «la unió fa la força» és especialment rellevant en el món multipolar actual. Argumenten que una Europa unida i independent esdevé més i més necessària, mentre que una Europa políticament dividida comportaria desavantatges en molts àmbits, com ara els àmbits econòmic, cultural, polític, social, científic, diplomàtic i militar. Un argument important és la mida i la importància relativament petites dels països europeus per separat respecte a les de les potències actuals i naixents a escala mundial. Els proeuropeus argumenten que els països, per separat, tindrien una influència geopolítica limitada i no serien capaços de representar efectivament els seus propis interessos. D'altra banda, una Europa unida, amb una població i una economia superiors a les dels Estats Units, seria un soci o competidor considerable del qual es tindrien en compte l'opinió i els interessos al panorama mundial.
Els arguments proeuropeus se solen referir al que ells veuen com a beneficis de la UE. Diuen que els ciutadans poden gaudir de beneficis com el lliure trànsit dins l'Espai Econòmic Europeu (EEE) o beneficis socials com drets laborals; els consumidors gaudeixen d'una major varietat en l'elecció dels productes i d'uns estàndards de qualitat garantits. Aquesta comparació de pros i contres no són els únics arguments dels proeuropeus, que també senten que pertanyen a una comunitat de gent amb lligams comuns. Una integració europea més avançada i la cooperació es perceben com una força de pau.
Tot i que els proeuropeus poden no estar satisfets amb cada aspecte de l'organització i funcionament actuals de les institucions de la Unió Europea, solen argumentar que la solució als problemes restants no rau a destruir el que ja ha estat construït, sinó en propugnar millores quant a la unitat, la transparència i la democràcia.
Segons una enquesta duta a terme el juny del 2022 de la enquestadora "Enquestes de Catalunya: #CatalunyaElects" el 77,7% dels ciutadans de Catalunya es consideren europeistes.

## Europeisme polític
Al principi del segle xxi la gran majoria dels partits polítics europeus són més o menys europeistes, després del brexit, només queden uns pocs partits obertament antieuropeistes, sobretot en l'angle ultradretà de l'espectre polític. Tot i això, confessen un europeisme molt divers. La política d'austeritat, que molts governs van atribuir a «obligacions europees» no corresposta per una política de solidaritat, aquesta altre valor principal europea, van adobar l'euroescepticisme. Els uns volen una integració major, amb per exemple una defensa, política climàtica i energètica, i una hisenda comunes; d'altres es volen limitar a un lliure mercat interior; d'altre volen sortir o no pas entrar en la zona euro; d'altres volen que el lliure mercat es completi d'una igualtat de drets socials… Se senten crits de «menys Europa, però millor». Les crises econòmiques van despertar una tendència de replegament a l'interior de les fronteres nacionals. La crisi sanitària de la covid des de gener 2020 va augmentar aquesta tendència i es tanquen les fronteres –amb el proteccionisme, fins fa poc els dos pecats mortals a Europa– en una temptativa de parar el pas al virus. Com als anys trenta del segle xx un grup creixent de la població pensa que el mal econòmic o sanitari ve dels veïns.
També cal distingir l'europeisme o la manca d'europeisme d'estats que no són part o del continent o de la Unió. L'antieuropeisme americà va de la indiferència, a una certa por que una millor integració europea seria una amenaça per a l'hegemonia americana, fins a un menyspreu per al retard tecnològic i científic del «vell continent».